# Ostseewelle

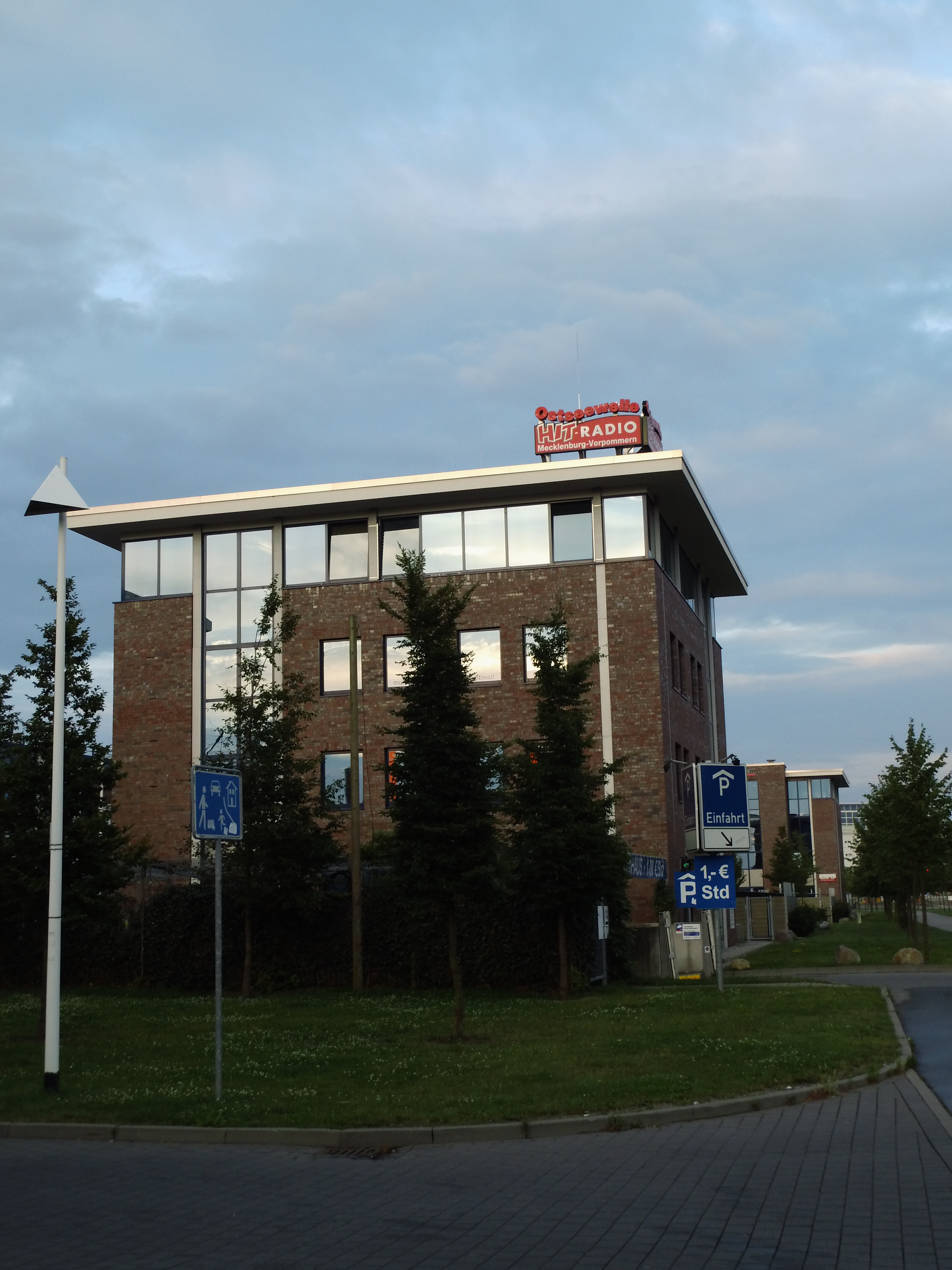
Ostseewelle-Funkhaus im Rostocker Stadthafen

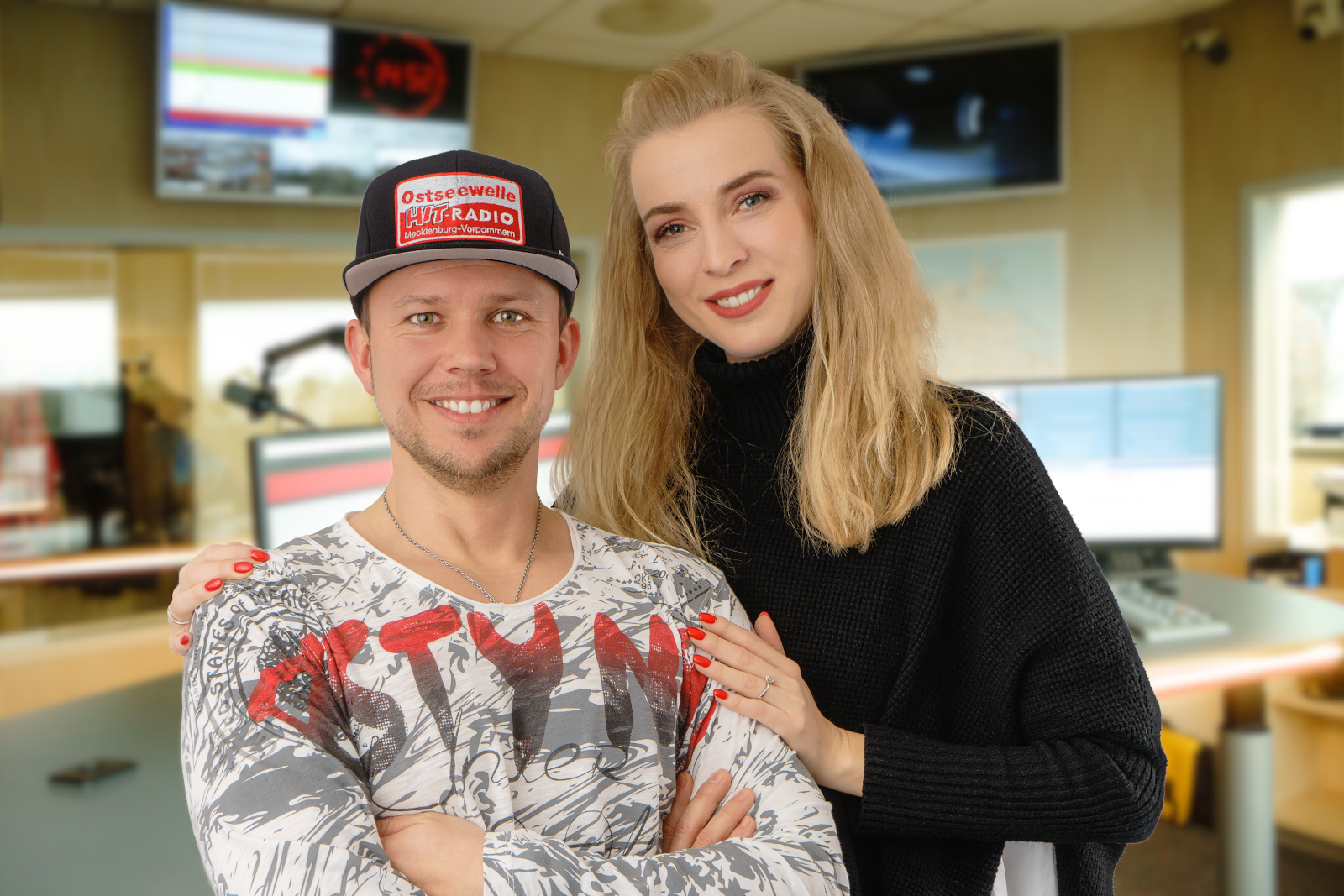
Andrea Sparmann und Uwe Worlitzer moderieren Sendung „Der Gute Morgen“

Ostseewelle ist ein privater Radiosender in Mecklenburg-Vorpommern, Schleswig-Holstein und Hamburg. Veranstaltet wird das Programm von der Privatradio Landeswelle Mecklenburg-Vorpommern GmbH & Co. Studiobetriebs KG. Gesendet wird aus dem Funkhaus am Warnowufer 59 a in Rostock.
Ostseewelle HIT-RADIO Mecklenburg-Vorpommern startete als landesweites Privatradio sein Programm am 1. Juni 1995. Ostseewelle HIT-RADIO Hamburg/Schleswig-Holstein nahm als Ableger für die Region Kiel/Lübeck/Hamburg offiziell seinen Betrieb am 19. August 2021 auf. In Hamburg ist Ostseewelle offiziell seit dem 14. April 2022 zu empfangen im Kanal 12C.
Das heutige Programm besteht insbesondere aus aktuellen Musiktiteln, wobei hin und wieder auch ältere Hits zum Einsatz kommen. Dazu werden stündlich Nachrichten aus aller Welt gesendet sowie mehrmals am Tag zur halben Stunde Regionalnachrichten aus Rostock/Rügen, Neubrandenburg, Wismar/Schwerin und Schleswig-Holstein/Hamburg.

## Empfang
Ostseewelle kann über verschiedene Ausstrahlungskanäle gehört werden.

### UKW
(Stand 2020)
Das UKW-Sendegebiet ist in drei Regionen eingeteilt, auf denen Ostseewelle HIT-RADIO Mecklenburg-Vorpommern auch regionale Nachrichten und Werbeinformationen sendet. Es gibt drei Hauptfrequenzen.
- Region WEST – 107,3 MHz – für die Landeshauptstadt Schwerin sowie die Landkreise Nordwestmecklenburg und Ludwigslust-Parchim
- Region NORD – 104,8 MHz – für die Ostseeküste von Kühlungsborn bis Rügen
- Region OST – 105,8 MHz – für die Landkreise Vorpommern-Greifswald und Mecklenburgische Seenplatte

Darüber hinaus sind in einigen Regionen/Städten Zusatzfrequenzen für einen optimalen UKW-Empfang geschaltet. Dadurch wird eine bessere Vermarktung der Werbeblöcke erreicht, da die Kunden in ihrer Region werben können.
Region NORD (Rostock/Stralsund/Rügen)
Rostock: 104,8 MHz, Garz/Rügen: 107,6 MHz
Region WEST (Schwerin/Ludwigslust/Wismar)
Schwerin: 107,3 MHz, Wismar: 93,7 MHz, Klütz: 94,7 MHz, Güstrow: 98,0 MHz
Region OST (Neubrandenburg/Müritzregion/Usedom)
Helpterberg; 105,8 MHz, Greifswald: 106,8 MHz, Demmin: 107,9 MHz, Röbel: 92,2 MHz, Waren/Müritz: 93,0 MHz, Heringsdorf/Usedom: 103,3 MHz, Wolgast: 100,0 MHz
Ostseewelle HIT-RADIO Hamburg/Schleswig-Holstein wird nicht über UKW ausgestrahlt.

### DAB+
(Stand 2021)
Ostseewelle ist bislang nicht über DAB+ in Mecklenburg-Vorpommern zu empfangen, da es derzeit in dem Bundesland keinen DAB+-Multiplex für regionale Privatprogramme gibt.
Dagegen sendet mit Ostseewelle HIT-RADIO Hamburg/Schleswig-Holstein ein Regionalprogramm via DAB+ für Hamburg und Schleswig-Holstein. Ein Testbetrieb startete am 1. Juni 2021 in den regionalen Multiplexen Kiel und Lübeck, am 19. August 2021 ist das Programm dort offiziell in Betrieb gegangen. Seit dem 14. April 2022 ist Ostseewelle auch in Hamburg und seit Ende März 2023 im Raum Flensburg, auf Sylt und in Dithmarschen über DAB+ zu empfangen. Die Stadtmuxe in Kiel und Lübeck wurden auch Ende März 2023 erweitert, somit ist Ostseewelle in weiten Teilen des östlichen Holsteins und rund um Neumünster via DAB+ zu hören.

### Online
Die Ostseewelle ist online über eine eigene Webseite, eine Smartphone-App, über Smartspeaker mit eigenem Skill für Echo-Geräte und über Internetradio-Geräte zu empfangen. Neben dem Livestream werden dabei 15 spezifische Musik-Kanäle, unter anderem für aktuelle Musik, Dekadenlieder, verschiedene Genres und Musik mit saisonaler Ausrichtung angeboten.

## Gesellschafter
Gesellschafter der Privatradio Landeswelle Mecklenburg-Vorpommern GmbH & Co. Studiobetriebs KG sind u. a. Hubert Burda Media, Studio Gong GmbH & Co. Studiobetriebs KG, Neue Welle Rundfunk-Verwaltungsgesellschaft mbH & Co. KG, Nürnberg (gehört zur Müller Medien GmbH & Co. KG) sowie Burda Broadcast Media GmbH & Co. KG.